# Anzel Solomons
Anzel Solomons, z domu Laubscher (ur. 6 stycznia 1978) – południowoafrykańska szachistka i trenerka (FIDE Instructor od 2005), mistrzyni międzynarodowa od 2003 roku.

## Kariera szachowa
W 1998 r. zadebiutowała w narodowej drużynie na szachowej olimpiadzie, rozegranej w Eliście. Tytuł mistrzyni międzynarodowej otrzymała za wynik uzyskany w turnieju strefowym (eliminacji mistrzostw świata) w Botswanie (2002). W latach 2006, 2008, 2010, 2012 i 2014 ponownie reprezentowała RPA w turniejach olimpijskich. W 2007 r. zdobyła w Algierze srebrny medal igrzysk afrykańskich, natomiast w Windhuku odniosła największy sukces w karierze, zdobywając tytuł wicemistrzyni Afryki kobiet. Wynik ten zakwalifikował ją do rozegranego w 2008 r. w Nalczyku pucharowego turnieju o mistrzostwo świata (w I rundzie uległa zdobywczyni tytułu wicemistrzyni świata Hou Yifan, w drugiej partii mini-meczu osiągając wynik remisowy). W 2011 r. zajęła II miejsce (za Aliną l'Ami) w otwartym turnieju, rozegranym w Luandzie. W 2014 r. zdobyła drugi w karierze srebrny medal indywidualnych mistrzostw Afryki.
Najwyższy ranking w karierze osiągnęła 1 września 2009 r., z wynikiem 1954 punktów zajmowała wówczas 2. miejsce wśród szachistek Republiki Południowej Afryki.